# 秋津村 (熊本県)
秋津村（あきつむら）は、熊本県の中部、上益城郡にかつてあった村である。

## 地理
- 河川：加勢川、秋津川、木山川
- 湖沼：下江津湖

## 歴史
- 1889年4月1日 - 町村制が施行。上益城郡秋田村、沼山津村が合併して発足。
- 1952年4月1日 - 引揚者を収容する寮の変則的な状況[1]を解消するために、秋田を熊本市に編入。
- 1954年10月1日 - 残りの沼山津を熊本市に編入。同日、秋津村廃止。

## 学校
- 秋津村立秋津小学校（のちの秋津尋常小学校、現在の熊本市立秋津小学校）

## 出身・ゆかりのある人物
- 横井時雄 - 熊本バンド、同志社社長、衆議院議員